# Israelitischer Friedhof Oberwart

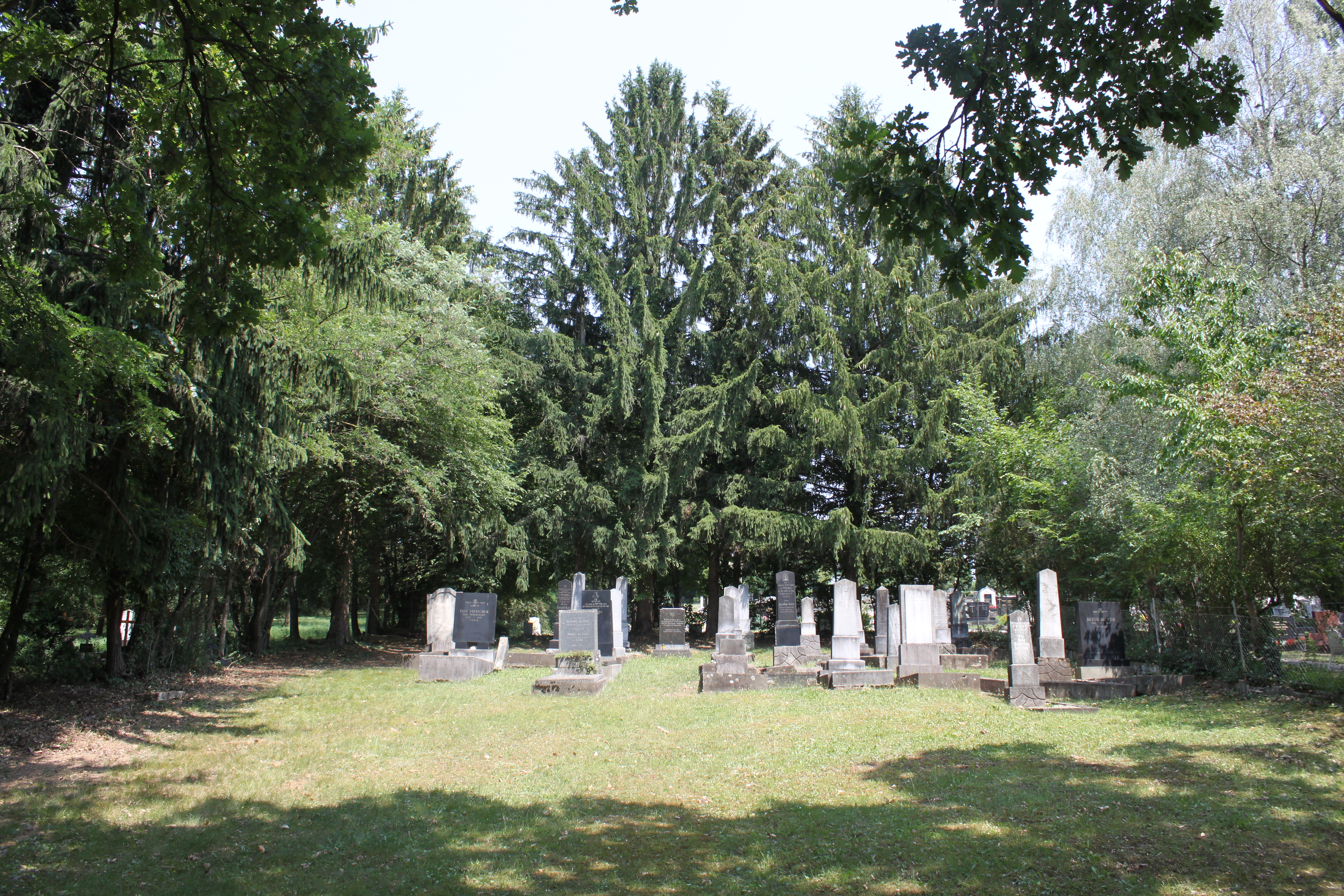
Israelitischer Friedhof in Oberwart

Der Israelitische Friedhof Oberwart befindet sich in der Stadtgemeinde Oberwart im Bezirk Oberwart im Burgenland. Der unter Denkmalschutz stehende Jüdische Friedhof gehört zusammen mit der ehemaligen Synagoge und dem ehemaligen Rabbinatshaus zu den einzigen sichtbaren Relikten einer einst blühenden jüdischen Gemeinde.

## Geschichte
Der Israelitische Friedhof in Oberwart wurde erst in der Zwischenkriegszeit angelegt und ist ein Sektor des Kommunalfriedhofs.